# 津兴城际铁路
津兴城际铁路（又名天津至北京大兴国际机场铁路、天津至北京大兴国际机场联络线）是中国一条连接北京大兴国际机场与天津市的城际铁路，新建线路起自京雄城际铁路大兴机场站，自固安东站转向东与京雄城际铁路分离，经永清县东部、安次区南部后，终至津霸客运专线胜芳站，经津霸客运专线引入天津铁路枢纽。该线是京津冀城际铁路网的组成部分，同时也是北京大兴国际机场的配套工程之一。
津兴城际铁路于2020年4月开工建设，2023年12月18日开通运营。

## 线路
津兴城际铁路东起天津西站，西至大兴机场站，其中天津西站至胜芳站利用既有津保铁路。全线长度100.79公里，其中新建57.17公里。新建线路一期长47.3公里，起自胜芳站，终至固安东站，全部位于河北省廊坊市境内；二期河北固安段长9.814km，起自固安东站，终到大兴固安界，位于固安县境内，与规划廊涿城际铁路共线；大兴固安界至大兴机场站南咽喉段长5.948km，跨大兴区及广阳区，已随怀兴城际铁路建设，与规划廊涿城际铁路共线。

## 历史
2018年12月，津兴城际铁路进行勘察设计招标。2019年2月21日，津兴城际铁路进行了第一次环境影响评价。8月1日，国家铁路局规划与标准研究院在北京组织开展了《新建铁路天津至北京大兴国际机场联络线可行性研究报告》行业评审工作。8月5日，津兴城际铁路进行了第二次环境影响评价。
2019年6月24日，廊涿城际固安东至京冀界段纳入天津至北京大兴国际机场铁路工程，项目名称统一为天津至北京大兴国际机场铁路。其中，胜芳至固安东段为项目一期工程，固安东至京冀界段为项目二期工程，京冀界至大兴机场段由怀兴城际铁路一期和京雄城际铁路代建。7月31日，河北省及天津市发展和改革委员会批复天津至北京大兴国际机场联络线工程可行性研究报告。10月11日，津兴城际铁路初步设计获得河北省发改委和天津市发改委联合批复同意。11月19日，津兴城际铁路有限公司在河北廊坊正式注册成立，注册资本5000万元，是京津冀城际铁路投资有限公司的全资子公司。12月3日，津兴城际铁路征地拆迁工作全面启动。12月4日，津兴城际铁路开始施工总价承包招标。
2020年4月7日，津兴城际铁路正式开工建设。4月17日，中国国家发展改革委发布关于促进枢纽机场联通轨道交通的意见，将津兴铁路列入枢纽机场联通轨道交通重点项目清单。
2021年10月19日，津兴铁路全线唯一跨越既有铁路的转体施工，跨津霸铁路转体梁完成转体并精准合龙，全线连续梁转体施工全部完成。
2022年1月，津兴城际铁路二期开工。7月5日，津兴铁路胜芳右线特大桥跨津霸客专三座框架墩钢横梁顺利吊装完成。8月15日，津兴铁路开始全线有砟轨道铺设。8月28日，津兴铁路二期工程，榆安3号隧道“兴安号”盾构机顺利始发，下穿永定河。“兴安号”盾构机开挖直径达12.72米，是迄今为止京津冀地区应用的最大土压平衡盾构机，设备整机总长113米，总重量达2600多吨。9月13日，津兴铁路桥梁全线贯通。
2023年4月6日，津兴铁路铺轨工程全部完成。6月22日，津兴铁路重难点控制性工程榆安3号隧道顺利贯通，津兴铁路全线主体完工。6月29日，津兴铁路实现正线贯通。9月6日，津兴城际铁路正式进入联调联试阶段。10月21日，津兴城际铁路进入运行试验阶段。10月26日，津兴城际铁路开启按试验运行图组织行车。12月1日，固安东至胜芳段顺利通过初步验收。
2023年12月18日，津興城際鐵路正式通車，屆時來往天津至北京大興國際機場最快40分鐘左右，初期除本线车外还有天津西站/唐山站经大兴机场至雄安站的跨线列车，但暂未开行北京西经大兴机场至天津西的跨线车。预计2024年一季度运行图调整后，津兴城际铁路单日开行动车组列车最多可达18列。
2024年1月10日，津兴城际铁路二期开始铺轨。同日，天津枢纽经本线和京雄城际铁路往返北京西站的跨线列车开通。2024年2月，原时速400公里跨国互联互通高速动车组（唐山：CR400BF-0031、長客：CR400BF-G-0051）配属曹庄动车运用所后开始于本线运行。
2024年12月28日，津兴城际二期（固安东站至大兴机场站怀兴场）随怀兴城际铁路一期工程一同开通。
2025年4月18日，津兴城际试验性开行天津西站往返北京大兴站的跨线列车。

## 车站
| 津兴城际铁路 |                      |                 |                   |              |           |                                                                                                  |                                                         |
| 名称 | 英文名称             | 运价里程 （Km） | 距前站里程 （Km） | 所在地       | 所在地    | 规模 仅津兴城际                                                                                  | 连接铁路[1]                                             |
| 大兴机场 | Daxing Airport       | 0               | 16                | 河北省廊坊市 | 广阳区    | 2台6线[2]                                                                                        | █ 北京地铁大兴机场线 京雄城际铁路 怀兴城际铁路          |
| 大兴机场南 （预留） | Daxing Airport South | --              | 16                | 北京市       | 大兴区    | 未知                                                                                             | █ 北京地铁大兴机场线（规划延长） 怀兴城际铁路（建设中） |
| 固安东 | Gu'andong            | 16              | 16                | 河北省廊坊市 | 固安县    | 2台6线[3]                                                                                        | 京雄城际铁路 廊涿城际铁路（规划中）                     |
| 固安东 | Gu'andong            | 16              | 13                | 河北省廊坊市 | 固安县    | 2台6线[3]                                                                                        | 京雄城际铁路 廊涿城际铁路（规划中）                     |
| 永清东 | Yongqingdong         | 29              | 永清县            | 河北省廊坊市 | 2台6线    | 不適用                                                                                           |                                                         |
| 永清东 | Yongqingdong         | 29              | 永清县            | 河北省廊坊市 | 2台6线    | 不適用                                                                                           | 19                                                      |
| 安次 | Anci                 | 48              | 安次区            | 河北省廊坊市 | 2台4线    | 不適用                                                                                           |                                                         |
| 安次 | Anci                 | 48              | 安次区            | 河北省廊坊市 | 2台4线    | 不適用                                                                                           | 17                                                      |
| 胜芳 | Shengfang            | 65              | 霸州市            | 河北省廊坊市 | 2台4线    | 津保铁路                                                                                         |                                                         |
| 胜芳 | Shengfang            | 65              | 霸州市            | 河北省廊坊市 | 2台4线    | 津保铁路                                                                                         | 36                                                      |
| 天津西 | Tianjinxi            | 101             | 天津市            | 红桥区       | 3台5线[4] | 天津地铁1号线 天津地铁4号线 天津地铁6号线 京沪铁路 京沪高速铁路（联络线） 京津城际铁路（联络线） |                                                         |
| 注释 |                      |                 |                   |              |           |                                                                                                  |                                                         |
| 1 津兴城际铁路大兴机场站至固安东站与廊涿城际铁路共线，胜芳站至天津西站与津保铁路共线。 2 大兴机场站总规模为10台19线。 3 固安东站总规模为4台12线。 4 天津西站总规模为13台26线。 |                      |                 |                   |              |           |                                                                                                  |                                                         |